# Cayaponia multiglandulosa
Cayaponia multiglandulosa là một loài thực vật có hoa trong họ Cucurbitaceae. Loài này được R.Fern. mô tả khoa học đầu tiên năm 1959.